# Thibaud de La Tour d'Auvergne
Thibaud de la Tour d'Auvergne, mort en 1499, est un prélat français du XVe siècle. Il est le fils naturel de Bertrand V de La Tour d'Auvergne, comte d'Auvergne et de Boulogne.
Le roi Louis XI qui s'intéresse à lui, a écrit à son ambassadeur en cour romaine pour lui faire obtenir l'abbaye du Bouchet dans l'archidiocèse de Clermont (les chroniques anciennes relatant pudiquement qu'il y est « élu par les religieux », ce qui est peu probable à cette époque d'instauration de commende). 
Thibaud est élu évêque de Sisteron en 1493, par les chanoines de Sisteron seuls, ceux de Forcalquier protestent contre cette élection, comme ayant droit d'y avoir été appelés. Ils reconnaissent néanmoins l'évêque élu qui peut dès lors jouir paisiblement de son siège.